# 16246 Cantor
16246 Cantor là một tiểu hành tinh vành đai chính với cận điểm quỹ đạo là 2.7152179 AU. Nó có độ lệch tâm là 0.1814788 và chu kỳ quỹ đạo là 1991.6050528 ngày (5.45 năm).
Cantor có vận tốc quỹ đạo trung bình là 16.9258793 km/s và độ nghiêng quỹ đạo là 0.41811°.
Nó được phát hiện ngày 27 tháng 4 năm 2000 ở Đài thiên văn Prescott.
Nó được đặt theo tên Georg Cantor, a German nhà toán học.